# Weltkonzil des Russischen Volkes

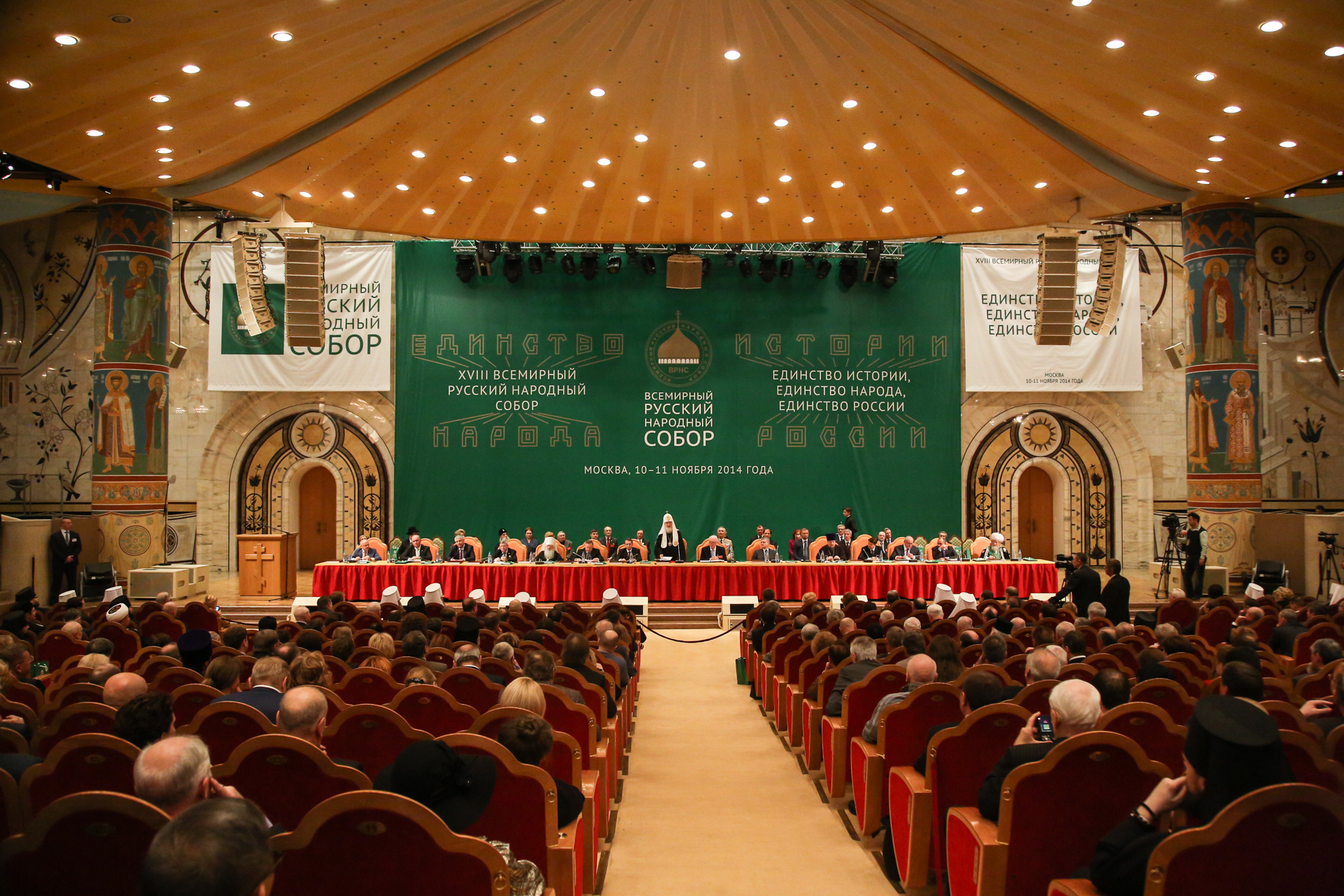
18. Weltversammlung des russischen Volkes (2014)

Das Weltkonzil des Russischen Volkes (russisch Всемирный Русский Народный Собор) ist eine internationale öffentliche Organisation. Sie wurde im Mai 1993 unter der Schirmherrschaft der Russisch-Orthodoxen Kirche mit dem Ziel gegründet, das russische Volk zu vereinen. Die Leitung liegt beim Patriarchen von Moskau und der ganzen Rus. Dies ist derzeit Patriarch Kyrill I., zuvor Patriarch Alexius II.
Der Rat strebt ein monumentales Wachstum der russischen Bevölkerung von 144 auf 600 Millionen an in 100 Jahren.

## Inhaltliche Ausrichtung
An den Konzilstreffen nehmen Vertreter der Regierung, von Verbänden, der in Russland vertretenen Religionen, Einzelpersonen aus Wissenschaft und Kultur, sowie Delegationen der russischen Diaspora im Ausland teil. Im Juni 2005 erhielt das Konzil den Status einer beratenden Organisation beim Wirtschafts- und Sozialrat der Vereinten Nationen.
Während seines zehnten Treffens, das vom 4. bis zum 6. April 2006 in der Christ-Erlöser-Kathedrale stattfand, beschloss das Konzil die Russische Erklärung der Menschenrechte und lehnte damit die im Westen vorherrschend gewordene, aus Sicht des Konzils, „verzerrte Sichtweise auf die Menschenrechte“ ab. Besonders ging das Konzil mit der Idee der moralischen Autonomie ins Gericht. Das moderne Verständnis der Menschenrechte postuliert, dass die moralische Autonomie des Individuums seine Schranken nur in der Autonomie anderer Individuen finden kann: es gibt keine höchste Autorität, die zwischen Gut und Böse unterscheiden kann. Es führe zum Niedergang der modernen Zivilisation, wenn die Souveränität und die Rechte des einzelnen Individuums zu einem absoluten Wert erhoben werden, weil dann das Gegengewicht einer moralischen Verantwortung fehle. Es gebe Werte, die nicht weniger wichtig sind als die Menschenrechte; zu diesen Werten werden „Glauben, Moral, die Unantastbarkeit heiliger Gegenstände und jemandes Vaterland“ gezählt.
Auf seiner Sitzung Ende März 2024 bezeichnete Patriarch Kyrill I. den russischen Angriffskrieg auf die Ukraine als „Heiliger Krieg“. Das Konzil verabschiedete ein entsprechendes Dokument, in dem die russische Invasion der Ukraine als „Holy War“ bezeichnet wurde, mit dem Ziel, „die Welt vor dem Ansturm des Globalismus und dem Sieg des dem Satanismus verfallenen Westens zu schützen“
(„protecting the world from the onslaught of globalism and the victory of the West, which has fallen into Satanism“). Außerdem hieß es, dass nach dem Krieg „das gesamte Gebiet der modernen Ukraine in die Zone des ausschließlichen Einflusses Russlands übergehen sollte“ („the entire territory of modern Ukraine should enter the zone of Russia's exclusive influence“). Schließlich bezog sich das Dokument auf eine „Dreieinheit des russischen Volkes“ („triunity of the Russian people“) und forderte, dass Weißrussen und Ukrainer „nur als subethnische Gruppen der Russen anerkannt werden sollten“ („should be recognised only as sub-ethnic groups of the Russians“).
Die Metropoliten der Ukraine protestierten, die der orthodox geprägten Länder Griechenland, Rumänien, Bulgarien und Serbien schwiegen. Patriarch Bartholomäus I., das Ehrenoberhaupt der Orthodoxie, verurteilte die Lehre des „Weltkonzils“; Papst Franziskus äußerte sich nicht. Der Ökumenische Rat der Kirchen (ÖKR) gab eine Erklärung ab, wonach die Rede vom Heiligen Krieg gegen die „christlichen und ökumenischen Prinzipien“ des ÖKR verstoße. Der Generalsekretär Jerry Pillay mutmaßte, „ob diese Erklärung als eigene Positionierung der Russischen orthodoxen Kirche aufgefasst werden kann“. Er habe Kyrill dringend um ein Treffen gebeten, „um diese Angelegenheit zu besprechen und Wege zu finden, wie auf die innerhalb der Gemeinschaft aufgekommenen Bedenken eingegangen werden kann“. Die Agentur Kathpress meldete, dass die Theologin, Ordensfrau und orthodoxe Influencerin Vassa Larin  den Patriarchen Kyrill der Häresie bezichtigt.